# New York Liberty 2009
La stagione 2009 delle New York Liberty fu la 13ª nella WNBA per la franchigia.
Le New York Liberty arrivarono settime nella Eastern Conference con un record di 13-21, non qualificandosi per i play-off.

## Roster
| N° | Naz.                   | Ruolo | Sportivo            | Anno | Alt. | Peso |
| -- | ---------------------- | ----- | ------------------- | ---- | ---- | ---- |
| 3  | Stati Uniti (bandiera) | A     | Tiffany Jackson     | 1985 | 191  | 84   |
| 4  | Stati Uniti (bandiera) | C     | Janel McCarville    | 1982 | 188  | 93   |
| 6  | Stati Uniti (bandiera) | GA    | Sidney Spencer      | 1985 | 191  | 83   |
| 15 | Stati Uniti (bandiera) | C     | Kia Vaughn          | 1987 | 193  | 94   |
| 17 | Stati Uniti (bandiera) | GA    | Essence Carson      | 1986 | 183  | 75   |
| 20 | Stati Uniti (bandiera) | GA    | Shameka Christon    | 1982 | 185  | 79   |
| 21 | Stati Uniti (bandiera) | G     | Loree Moore         | 1983 | 175  | 75   |
| 22 | Stati Uniti (bandiera) | A     | Ashley Battle       | 1982 | 183  | 83   |
| 23 | Stati Uniti (bandiera) | G     | Leilani Mitchell    | 1985 | 165  | 59   |
| 24 | Stati Uniti (bandiera) | A     | Erlana Larkins      | 1986 | 185  | 95   |
| 33 | Stati Uniti (bandiera) | A     | Cathrine Kraayeveld | 1981 | 193  | 82   |

## Staff tecnico
- Allenatori: Pat Coyle (6-11) (fino al 31 luglio)[1], Anne Donovan (7-10)
- Vice-allenatori: Anne Donovan (fino al 31 luglio), Laurie Byrd
- Preparatore atletico:  Lisa White